# Mialnowa
Mialnowa (biał. Мяльнова; ros. Мельново, Mielnowo; pol. hist. Stacja Świsłocz) – osiedle na Białorusi, w obwodzie grodzieńskim, w rejonie świsłockim, w sielsowiecie Świsłocz.
Znajduje się tu stacja kolejowa Świsłocz, położona przy linii kolejowej Andrzejewicze–Świsłocz–granica państwa.

## Historia
W dwudziestoleciu międzywojennym była to osada Stacja Świsłocz. Leżała ona w Polsce, w województwie białostockim, w powiecie wołkowyskim, w gminie Świsłocz. W 1921 miejscowość liczyła 82 mieszkańców, zamieszkałych w 17 budynkach, w tym 63 Polaków, 11 Żydów i 8 Białorusinów. 58 mieszkańców było wyznania rzymskokatolickiego, 13 prawosławnego i 11 mojżeszowego.
Po II wojnie światowej w granicach Związku Sowieckiego. Od 1991 w niepodległej Białorusi.